# 能因本
伝能因所持本（でんのういんしょじほん）、通称・能因本（のういんぼん）は、日本の随筆作品『枕草子』の写本の系統の一つ。「ものくらうなりて、文字もかかれずなりたり。筆も使ひはてて、これを書きはてばや。」の一文が跋文とされる「この草紙は、目に見え、心に思ふ事を」に前置する写本が属する系統。

## 概要
大別して4種類が確認されている『枕草子』の写本系統の内、随想・類想・回想章段が混在した状態の雑纂本と呼ばれる系統の一つ。奥書に「能因が本」として、原作者・清少納言の実子・橘則長に姉妹が嫁いでおり姻戚関係を有する能因（橘永愷）が所蔵していた本と人づてに聞いた写本である旨が記されていることから、能因本と呼ばれる。なお、この奥書には「一品宮」、すなわち清少納言が仕えていた皇后定子の遺児・脩子内親王が善本を所蔵していたらしいとの伝聞も記されている。
同じ雑纂形態の三巻本よりも文量が多く、これを清少納言自身の推敲と見るか後世に第三者の手で加筆・改竄を施された結果と見るかで学説が分かれていたが、例えば「淑景舎」が三巻本では「しけいさ」、能因本では「しけいしや」と書かれていることなどから（唐音も参照）、現在では能因本の本文は作品の完成時期である平安時代中期よりも下った時代の文体とする見解が有力となっている。
また、三巻本との最大の相違点として跋文（あとがき）が挙げられる。能因本は三巻本の「この草子、目に見え、心に思ふことを」で始まるそれと多少の差異が見られる「物暗うなりて、文字も書かれずなりにたり」で始まる短跋と「わが心にもめでたくも思ふ事を、人に語り」で始まる長跋が有り、内容が重複していることから短跋に続けて長跋が書かれた訳ではなくそれぞれが別個の跋文として記載されている状態となっているが、このような措置が採られた理由は不明である。
三巻本の本文は奥書に「不散不審」と評されたように鎌倉時代前期には既に難解なものとされたことから、江戸時代には能因本系統の本文解釈が主流とされ加藤磐斎『清少納言枕草紙抄』・北村季吟『枕草子春曙抄』・岡西惟中『枕草紙旁註』などの注釈書が刊行された。但し、これらの注釈書が底本として用いている木活字本も能因本をベースとしながらも三巻本や類纂形態の堺本を参酌して本文を修正した箇所が有り、能因本の直系に立つものではないとする見解も在る。池田亀鑑が1928年（昭和3年）に論文「清少納言枕草子の異本に関する研究」を発表し、三巻本が再評価されて以降は能因本を底本とする注釈書は減っているが、後述のように現在も入手可能なものも存在する。

## 主な写本
- 三条西家旧蔵本

学習院大学図書館所蔵。上下巻。1970年に松尾聰の編集で笠間書院より影印本が刊行され、後に日本古典文学全集（小学館、1974年）の底本とされた。
- 富岡家旧蔵本

相愛大学図書館所蔵。上下巻。田中重太郎『校本枕冊子』（古典文庫、1953年 - 1974年）の編纂に際して火災に遭い一部を破損。後に『校本』作成時のネガフィルムより翻刻した『富岡家旧蔵 能因本枕草子』（重要古典籍叢刊、1999年）が刊行されている。
- 高野辰之氏旧蔵本

河野信一記念文化館所蔵。

### 木活字本
いずれも江戸時代に刊行された。三条西家旧蔵本を始めとする写本と比較すると、文意が不明瞭な箇所を除去したり三巻本を用いて修正した形跡が見られると共に、時代が下るにつれて本文の脱落が顕著になっている。
- 慶長年間刊十行本
- 慶長・元和年間刊十二行本
- 寛永年間刊十三行本
- 慶安二年（1649年）刊整版本

## 能因本を底本とする注釈書
- 小学館・日本古典文学全集『枕草子』（松尾聰・永井和子、1974年）[注釈 1]
  - 笠間書院 『枕草子―能因本 (原文&現代語訳シリーズ)』　（松尾聰・永井和子、2008年）
- 角川書店『枕冊子全注釈』 全5巻（田中重太郎・他、1972年 - 1995年）
- 講談社文庫『枕草子』（川瀬一馬、1987年）

加藤磐斎『清少納言枕草紙抄』が底本。